# Communauté de communes Levroux Boischaut Champagne
Die Communauté de communes Levroux Boischaut Champagne (bis Oktober 2021: Communauté de communes de la Région de Levroux) ist ein französischer Gemeindeverband mit der Rechtsform einer Communauté de communes im Département Indre in der Region Centre-Val de Loire. Der Gemeindeverband wurde am 30. Dezember 1996 gegründet und besteht aus zehn Gemeinden. Der Verwaltungssitz befindet sich im Ort Levroux.

## Historische Entwicklung
Mit Wirkung vom 1. Januar 2016 bildeten die ehemaligen Gemeinden Saint-Martin-de-Lamps und Levroux eine Commune nouvelle gleichen Namens. Dadurch verringerte sich die Anzahl der Mitgliedsgemeinden auf elf.
Mit Wirkung vom 1. Januar 2019 gingen die ehemalige Commune nouvelle Levroux und die ehemalige Gemeinde Saint-Pierre-de-Lamps in die Commune nouvelle Levroux auf. Dadurch verringerte sich die Anzahl der Mitgliedsgemeinden auf zehn.

## Mitgliedsgemeinden
| Gemeinde                                           | Einwohner 1. Januar 2022 | Fläche km² | Dichte Einw./km² | Code INSEE | Postleitzahl |
| -------------------------------------------------- | ------------------------ | ---------- | ---------------- | ---------- | ------------ |
| Baudres                                            | 400                      | 27,40      | 15               | 36013      | 36110        |
| Bouges-le-Château                                  | 264                      | 34,77      | 8                | 36023      | 36110        |
| Bretagne                                           | 122                      | 18,36      | 7                | 36024      | 36110        |
| Brion                                              | 595                      | 44,20      | 13               | 36026      | 36110        |
| Francillon                                         | 76                       | 10,27      | 7                | 36079      | 36110        |
| Levroux                                            | 2.802                    | 82,32      | 34               | 36093      | 36110        |
| Moulins-sur-Céphons                                | 277                      | 32,17      | 9                | 36135      | 36110        |
| Rouvres-les-Bois                                   | 278                      | 30,85      | 9                | 36175      | 36110        |
| Villegongis                                        | 103                      | 18,15      | 6                | 36242      | 36110        |
| Vineuil                                            | 1.245                    | 44,41      | 28               | 36247      | 36110        |
| Communauté de communes Levroux Boischaut Champagne | 6.162                    | 342,90     | 18               | –          | –            |